# 坎貝爾定律
坎貝爾定律（英語：Campbell's law）是一個源自社會學及心理學家唐納·坎貝爾（Donald T. Campbell）的諺語：「若一個社會指標被用於社會決策的程度越高，這指標就越容易受到腐化的壓力影響，也越傾向扭曲和腐化這指標所測定的社會過程（The more any quantitative social indicator is used for social decision-making, the more subject it will be to corruption pressures and the more apt it will be to distort and corrupt the social processes it is intended to monitor）。」

在一個類似的註解上，坎貝爾也寫下了以下的內容：
在使用以一般競爭力為導向的正常教學方法的狀況下，考試可以是一個學習成效的有用指標；但是當考試分數變成教學的目標時，它就失去作為教育狀況有用指標的價值，同時也會導致學校教育受到不當的扭曲。（類似的偏頗也存在於對課程中的客觀測驗或入學測驗的使用之上。）
坎貝爾定律可視為眼鏡蛇效應的一個例子。坎貝爾定律的原則有時被用以說明美國學校使用的高利害測驗的副作用。這些副作用有可能會以應試教育或赤裸裸地作弊的形式顯現。一個例子是「學習─劣勢落差」（Learning-Disadvantage Gap）當中的「高利害測驗教育法則」。

## 類似的法則
相近而不同名稱的概念也已被提出，其中的例子包括了古德哈特定律（Goodhart's law）和盧卡斯批判（Lucas critique）等等。另一個類似於坎貝爾定律相關的概念，在2006年，在英國研究人員Rebecca Boden與Debbie Epstein在一篇對循證政策（evidence-based policy）這個受到英國首相托尼·布莱尔支持的政策的分析中提出。在這篇研究中，Boden和Epstein提到說，一個嘗試將其決策奠基於事實證據之上的政府，最後會產出受到扭曲的資料，而這是因為政府會嘗試獲取並控制知識產出的過程所致，這使得他們認為受影響的研究結果應當被稱為「循政證據」（policy-based evidence）比較恰當。
當一個人扭曲決策過程以改進他們的表現分數時，他們常會有替代性的想法，開始認為說這些基準是測試他們真實表現的良好指標，即使事實不盡然如此也一樣。
坎貝爾定律也帶來了一個更加正面但複雜的訊息。使用量化和非量化的各種指標來測量進度是重要的；然而，將量化資料用於評估之上，可以使這些指標受到扭曲與操縱，因此必須使用堅實的量度以減少資訊受到變造與操縱的可能性。在「對規畫之下的社會改變的影響的評估」（Assessing the Impact of Planned Social Change）一文中，坎貝爾強調說「若一個社會指標被用於社會決策的程度越高，這指標就越容易受到腐化的壓力影響，也越傾向扭曲和腐化這指標所測定的社會過程。」坎貝爾定律也讓人們注意到了像是有教無類法案和力爭上游計畫（Race to the Top）等所處的狀態可能會損害教育。

## 註解
1. 1 2  Campbell, Donald T. . Evaluation and Program Planning. 1979, 2 (1): 67–90. doi:10.1016/0149-7189(79)90048-X.
2. ↑  (p. 85)原文："The more any quantitative social indicator is used for social decision-making, the more subject it will be to corruption pressures and the more apt it will be to distort and corrupt the social processes it is intended to monitor."
3. ↑  .   [2018-12-05]. （原始内容存档于2018-11-18）.
4. ↑  Aviv, Rachel. . The New Yorker. 2014-07-21  [2018-12-05]. （原始内容存档于2018-12-06）.
5. ↑  . www.allartsallkids.org.   [2018-12-05]. （原始内容存档于2017-03-15）.
6. ↑  Boden, Rebecca; Epstein, Debbie. . Globalisation, Societies and Education. 2006, 4 (2): 223–236  [2018-12-05]. doi:10.1080/14767720600752619. （原始内容存档于2022-01-20）.
7. ↑  Bentley, Jeremiah W. . Rochester, NY. 2017-02-24. SSRN 2924726 .
8. ↑  . Monitoring & Evaluation.   [2018-06-30]. （原始内容存档于2018-06-30） （英语）.
9. ↑  . Evaluation and Program Planning. 1979-01-01, 2 (1): 67–90  [2018-12-05]. ISSN 0149-7189. doi:10.1016/0149-7189(79)90048-X. （原始内容存档于2018-04-27） （英语）.
10. ↑  . edexcellence.net.   [2018-06-30]. （原始内容存档于2018-06-30） （英语）.